# Orson Bean
Orson Bean (* 22. Juli 1928 in Burlington, Vermont; † 7. Februar 2020 in Venice, Kalifornien; bürgerlich Dallas Frederick Burroughs) war ein US-amerikanischer Film- und Theaterschauspieler.

## Leben

### Herkunft und Werdegang
Dallas Frederick wurde als einziges Kind von George Burroughs und dessen Ehefrau Marian Pollard geboren. Sein Vater, Polizist von Beruf, wurde später Leiter der Campus-Polizei von Harvard. Dallas war ein Cousin zweiten Grades von Calvin Coolidge, der zur Zeit seiner Geburt Präsident der Vereinigten Staaten war.
Als Kind übte sich Dallas Burroughs als Zauberkünstler und trat auch vor Publikum auf. Nach dem Umzug der Familie nach Cambridge (Massachusetts) schloss er die dortige Latin School ab und hatte auch bereits einen Kurzauftritt im Brattle Theatre der Stadt. Er wurde in der Endphase des Zweiten Weltkriegs zum Militärdienst einberufen, aufgrund seines Alters aber nicht mehr im Kampf eingesetzt, sondern er diente zwischen 1945 und 1947 als Besatzungssoldat in Japan auf einem Artillerie-Stützpunkt. Während seiner zweijährigen Dienstzeit organisierte und leitete er zwei Revuen mit militärischen Darstellern, mit denen er Tourneen zu den amerikanischen Stützpunkten auf verschiedenen Inseln Japans und des ehemaligen pazifischen Kriegsschauplatzes unternahm.

### Karriere
Seinen Künstlernamen wählte Dallas Burroughs in Anspielung auf Orson Welles. Nach seiner Rückkehr vom Pazifik zog Bean nach New York City, wo er zunächst als Unterhaltungsmagier und dann zunehmend als Stand-up-Komiker in Nachtclubs auftrat. Sein Broadway-Debüt erfolgte am 30. April 1954 in Stalag 17, das nur ein Jahr zuvor von Billy Wilder verfilmt und nun als Bühnenstück adaptiert wurde. Sein nächstes Stück Men of Distinction erwies sich jedoch als Flop.
In den frühen 1950er Jahren stand Bean wegen seiner liberalen Ansichten auf der Schwarzen Liste des HCUA und musste auf größere Theater- und Filmrollenangebote verzichten. 1968 wurde Bean ein Befürworter der Politik Richard Nixons und unterstützte ihn im Wahlkampf.
Im Gegensatz zu seinen Erfolgen auf der Bühne, wo er in einer Reihe bekannterer Revues und Musicals wie John Murray Anderson’s Almanac (1953–54), Will Success Spoil Rock Hunter? (1955–56), Subways Are for Sleeping (1961–62), Never Too Late (1962–65) und Illya Darling (1967–68) mitspielte und 1962 unter anderem für einen Tony Award nominiert wurde, war Orson Beans Filmkarriere nur mäßig erfolgreich. 1959 stand er in Anatomie eines Mordes von Otto Preminger in einer Nebenrolle als Psychiater vor der Kamera, einem seiner bekanntesten Filme. Im Jahr 2000 wurde er für seine Rolle in Being John Malkovich als wohlhabender Firmengründer Dr. Lester, der ewig leben will und dafür nicht vor Verbrechen zurückschreckt, für den Screen Actors Guild Award nominiert.
Beans bekannteste Rolle war wohl jene des Ladenbesitzers Loren Bray in der Westernserie Dr. Quinn – Ärztin aus Leidenschaft, die der Schauspieler zwischen 1993 und 1998 verkörperte. In der Sitcom Two and a Half Men hatte er 2005 in einer Folge einen Gastauftritt. Weitere Gastauftritte hatte er in den Sitcoms How I Met Your Mother und King of Queens. Ab der sechsten Staffel gehörte Bean zum Cast von Desperate Housewives. Er spielte Roy Bender, den Freund von Karen McCluskey (gespielt von Emmy-Preisträgerin Kathryn Joosten). Trotz seines hohen Alters war Bean bis zu seinem Tod regelmäßig als Schauspieler tätig, so 2018 als Holocaust-Überlebender in dem Kinofilm The Equalizer 2 und 2020 in einer Episode der Sitcom Grace and Frankie.

### Privates
Orson Bean engagierte sich in kulturellen und sozialen Angelegenheiten. So war er Gründer einer freien Grundschule in New York nach dem Summerhill-Vorbild und Gründungsmitglied von Sons of the Desert, einer Vereinigung, die es sich zum Ziel gesetzt hat, Filme und das Andenken von Stan Laurel und Oliver Hardy zu bewahren. Den Suizid seiner Mutter verarbeitete Bean als Patient des Wilhelm-Reich-Schülers Elsworth Baker und verfasste das Buch „Me and the Orgone“, in dem er seine Orgontherapie bei Baker ausführlich schildert.
Bean war dreimal verheiratet. 1956 heiratete er Jacqueline de Sibour, mit der er eine Tochter hatte, Michele Bean. Die Ehe wurde 1962 geschieden. 1965 heiratete er die Gelegenheitsdarstellerin Carolyn Maxwell, mit der er bis 1981 verheiratet war und drei weitere Kinder bekam. Am 18. April 1993 heiratete er Alley Mills, eine durch ihre Hauptrolle in der Comedy-Serie Wunderbare Jahre (1988–1993) bekannt gewordene Schauspielerin, die auch als Gastdarstellerin in elf Episoden von Dr. Quinn zu sehen war.
Orson Bean wurde am 7. Februar 2020 in Venice als Fußgänger von zwei Autos erfasst und starb noch am Unfallort im Alter von 91 Jahren.

## Filmografie (Auswahl)
- 1952: Goodyear Television Playhouse (Fernsehserie, Folge 1x12)
- 1952–1956: Studio One (Fernsehserie, drei Folgen)
- 1955: How to Be Very, Very Popular
- 1957: Playhouse 90 (Fernsehserie, Folge 1x26)
- 1958: The Millionaire (Fernsehserie, Folge 5x11)
- 1959: Anatomie eines Mordes (Anatomy of a Murder)
- 1959: Miracle on 34th Street (Fernsehfilm)
- 1960: Twilight Zone (The Twilight Zone, Fernsehserie, Folge 1x33)
- 1962: Gnadenlose Stadt (Naked City, Fernsehserie, Folge 3x20)
- 1970: Der Amerikaner (Twinky)
- 1970: NET Playhouse (Fernsehserie, Folge 5x01)
- 1977: The Hobbit
- 1978: Love Boat (Fernsehserie, Folge 2x11)
- 1980: The Return of the King
- 1982: Liebe, Lüge, Leidenschaft (One Life to Live, Soap, eine Folge)
- 1982: Forty Deuce
- 1984: Ein Colt für alle Fälle (Fall Guy, Fernsehserie, Folge 4x07)
- 1984: Garfield in der Wildnis (Garfield in the Rough, Zeichentrickfilm)
- 1986: Smart Alec
- 1986, 1989: Mord ist ihr Hobby (Murder, She Wrote, Fernsehserie, Folgen 2x14, 6x11)
- 1987: Die Reise ins Ich (Innerspace)
- 1993–1998: Dr. Quinn – Ärztin aus Leidenschaft (Dr. Quinn, Medicine Woman, Fernsehserie, 146 Folgen)
- 1990: Instant Karma
- 1997: One of those Nights
- 1998: Diagnose: Mord (Diagnosis Murder, Fernsehserie, Folge 5x24)
- 1999: Being John Malkovich
- 1999: Unbowed
- 2000: Ally McBeal (Fernsehserie, Folge 3x12)
- 2000: King of Queens (Fernsehserie, Folge 2x19)
- 2000: Will & Grace (Fernsehserie, Folge 2x21)
- 2002: Becker (Fernsehserie, Folge 4x20)
- 2003: Eine himmlische Familie (7th Heaven, Fernsehserie, Folge 7x21–7x22)
- 2004: Myron’s Movie
- 2004: Cold Case – Kein Opfer ist je vergessen (Cold Case, Fernsehserie, Folge 2x08)
- 2005: Yesterday’s Dreams
- 2005: Two and a Half Men (Fernsehserie, Folge 2x24)
- 2006: Alien Autopsy – Das All zu Gast bei Freunden (Alien Autopsy)
- 2006: Welcome, Mrs. President (Commander in Chief, Fernsehserie, Folge 1x14)
- 2006: The Novice
- 2007: The Closer (Fernsehserie, Folge 3x05)
- 2007: Game of Life
- 2007: How I Met Your Mother (Fernsehserie, Folge 3x09)
- 2009–2012: Desperate Housewives (Fernsehserie, 23 Folgen)
- 2010: Ashley’s Ashes
- 2011: Hot in Cleveland (Fernsehserie, Folge 3x03)
- 2012: A Golden Christmas 3
- 2014: Mistresses (Fernsehserie, Folge 2x01)
- 2014: Wake Up, America!
- 2016: Reich und schön (The Bold and the Beautiful, Fernsehserie, zwei Folgen)
- 2016: Modern Family (Fernsehserie, Folge 7x10)
- 2017: The Guess Book (Fernsehserie, Folge 1x08)
- 2018: The Equalizer 2
- 2018: Superstore (Fernsehserie, Folge 4x5)
- 2020: Grace and Frankie (Fernsehserie, Folge 6x10)